# Interim Biogeographic Regionalisation for Australia
Interim Biogeographic Regionalisation for Australia (IBRA) – system biogeograficznej regionalizacji Australii rozwijany przez Department of Sustainability, Environment, Water, Population and Communities rządu Australii. Został rozwinięty jako narzędzie planistyczne, wykorzystywawne np. do identyfikacji terenów wymagających ochrony w ramach National Reserve System.

## Regiony i podregiony IBRA
W wersji siódmej IBRA dzieli obszar lądowy Australii na 89 bioregionów wyróżnionych ze względu na klimat, geologię, rzeźbę terenu, rodzimą roślinność i skład gatunkowy. Regiony te podzielono następnie na 419 podregionów (ang. subregions), które są jednostkami bardziej lokalnymi i jednolitymi geomorfologicznie.

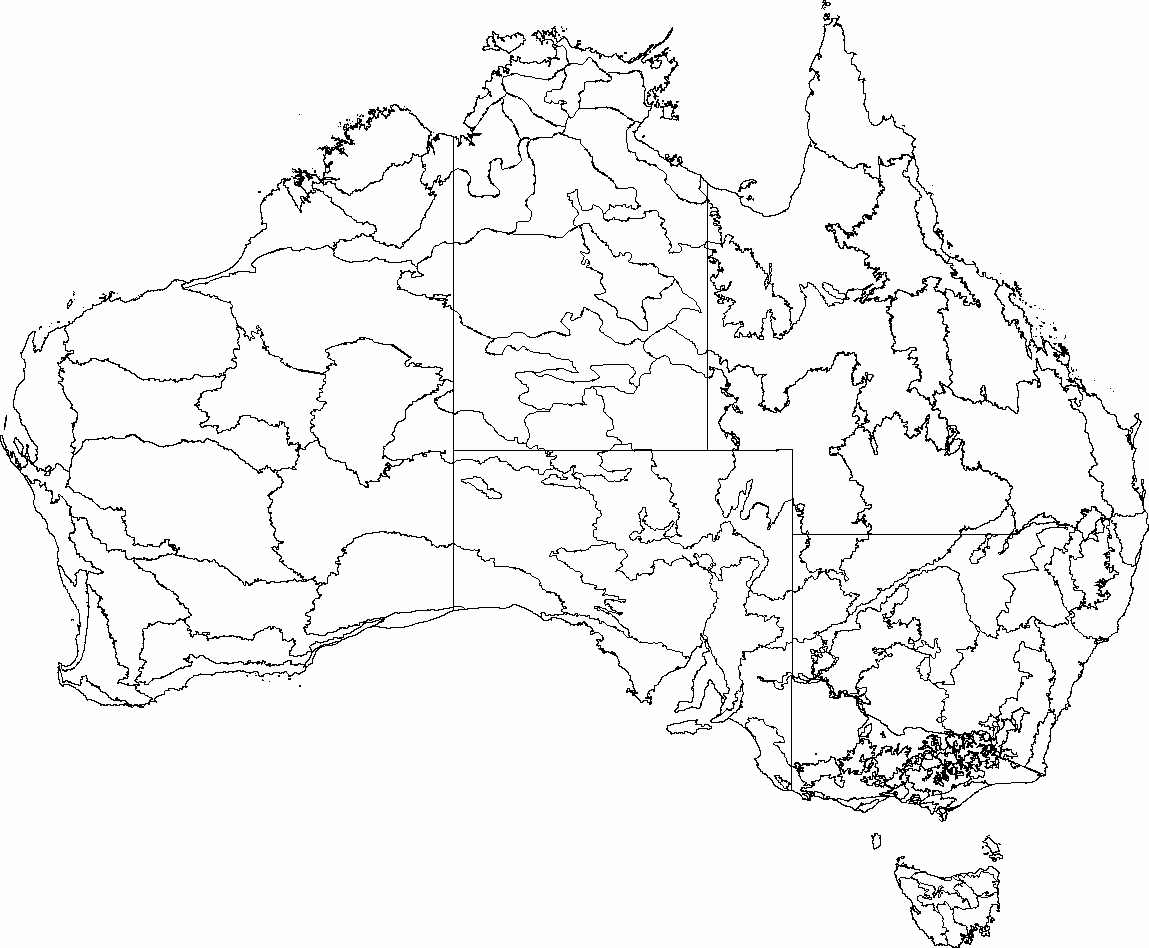
Mapa regionów IBRA z wersji 6.1

### A
| Regiony i podregiony (subregions) według IBRA7 | Regiony i podregiony (subregions) według IBRA7 | Regiony i podregiony (subregions) według IBRA7 | Regiony i podregiony (subregions) według IBRA7 | Regiony i podregiony (subregions) według IBRA7 |
| Region / podregion IBRA                        | Kod IBRA                                       | Powierzchnia (ha)                              | Jedn. adm.                                     | Zasięg na mapie                                |
| ---------------------------------------------- | ---------------------------------------------- | ---------------------------------------------- | ---------------------------------------------- | ---------------------------------------------- |
| Arnhem Coast                                   | ARC                                            | 3 335 669                                      | TP                                             |                                                |
| Murgenella                                     | ARC01                                          | 113 180                                        | TP                                             |                                                |
| Maningrida                                     | ARC02                                          | 1 741 376                                      | TP                                             |                                                |
| Nhulunbuy                                      | ARC03                                          | 1 159 659                                      | TP                                             |                                                |
| Groote                                         | ARC04                                          | 268 735                                        | TP                                             |                                                |
| Wessels                                        | ARC05                                          | 52 720                                         | TP                                             |                                                |
| Arnhem Plateau                                 | ARP                                            | 2 306 023                                      | TP                                             |                                                |
| Alligator                                      | ARP01                                          | 1 038 621                                      | TP                                             |                                                |
| Mainoru                                        | ARP02                                          | 1 267 401                                      | TP                                             |                                                |
| Alpy Australijskie                             | AUA                                            | 1 232 981                                      | NPW, Wi                                        |                                                |
| Snowy Mountains                                | AUA01                                          | 713 114                                        | NPW, Wi                                        |                                                |
| Victorian Alps                                 | AUA02                                          | 519 866                                        | NPW, Wi                                        |                                                |
| Avon Wheatbelt                                 | AVW                                            | 9 517 104                                      | AZ                                             |                                                |
| Merredin                                       | AVW01                                          | 6 524 175                                      | AZ                                             |                                                |
| Katanning                                      | AVW02                                          | 2 992 929                                      | AZ                                             |                                                |

### B
| Regiony i podregiony (subregions) według IBRA7 | Regiony i podregiony (subregions) według IBRA7 | Regiony i podregiony (subregions) według IBRA7 | Regiony i podregiony (subregions) według IBRA7 | Regiony i podregiony (subregions) według IBRA7 |
| Region / podregion IBRA                        | Kod IBRA                                       | Powierzchnia (ha)                              | Jedn. adm.                                     | Zasięg na mapie                                |
| ---------------------------------------------- | ---------------------------------------------- | ---------------------------------------------- | ---------------------------------------------- | ---------------------------------------------- |
| Ben Lomond                                     | BEL                                            | 657 500                                        | Tas                                            |                                                |
| Ben Lomond                                     | BEL01                                          | 657 500                                        | Tas                                            |                                                |
| Brigalow Belt North                            | BBN                                            | 33 790 510                                     | Qld                                            |                                                |
| Townsville Plains                              | BBN01                                          | 763 495                                        | Qld                                            |                                                |
| Bogie River Hills                              | BBN02                                          | 1 054 392                                      | Qld                                            |                                                |
| Cape River Hills                               | BBN03                                          | 747 393                                        | Qld                                            |                                                |
| Beucazon Hills                                 | BBN04                                          | 95 821                                         | Qld                                            |                                                |
| Wyarra Hills                                   | BBN05                                          | 397 935                                        | Qld                                            |                                                |
| Northern Bowen Basin                           | BBN06                                          | 1 316 957                                      | Qld                                            |                                                |
| Belyando Downs                                 | BBN07                                          | 1 772 127                                      | Qld                                            |                                                |
| Upper Belyando Floodout                        | BBN08                                          | 466 275                                        | Qld                                            |                                                |
| Anakie Inlier                                  | BBN09                                          | 382 284                                        | Qld                                            |                                                |
| Basalt Downs                                   | BBN10                                          | 1 274 731                                      | Qld                                            |                                                |
| Isaac-Comet Downs                              | BBN11                                          | 2 693 397                                      | Qld                                            |                                                |
| Nebo-Connors Ranges                            | BBN12                                          | 449 269                                        | Qld                                            |                                                |
| South Drummond Basin                           | BBN13                                          | 1 009 244                                      | Qld                                            |                                                |
| Marlborough Plains                             | BBN14                                          | 1 250 611                                      | Qld                                            |                                                |
| Brigalow Belt South                            | BBS                                            | 27 219 776                                     | Qld, NPW                                       |                                                |
| Claude River Downs                             | BBS01                                          | 1 026 214                                      | Qld, NPW                                       |                                                |
| Woorabinda                                     | BBS02                                          | 749 785                                        | Qld, NPW                                       |                                                |
| Boomer Range                                   | BBS03                                          | 220 541                                        | Qld, NPW                                       |                                                |
| Mount Morgan Ranges                            | BBS04                                          | 1 275 970                                      | Qld, NPW                                       |                                                |
| Callide Creek Downs                            | BBS05                                          | 30 133                                         | Qld, NPW                                       |                                                |
| Arcadia                                        | BBS06                                          | 715 288                                        | Qld, NPW                                       |                                                |
| Dawson River Downs                             | BBS07                                          | 982 807                                        | Qld, NPW                                       |                                                |
| Banana-Auburn Ranges                           | BBS08                                          | 1 547 555                                      | Qld, NPW                                       |                                                |
| Buckland Basalts                               | BBS09                                          | 281 306                                        | Qld, NPW                                       |                                                |
| Carnarvon Ranges                               | BBS10                                          | 2 263 686                                      | Qld, NPW                                       |                                                |
| Taroom Downs                                   | BBS11                                          | 652 005                                        | Qld, NPW                                       |                                                |
| Southern Downs                                 | BBS12                                          | 4 264 666                                      | Qld, NPW                                       |                                                |
| Barakula                                       | BBS13                                          | 1 301 712                                      | Qld, NPW                                       |                                                |
| Dulacca Downs                                  | BBS14                                          | 162 442                                        | Qld, NPW                                       |                                                |
| Weribone High                                  | BBS15                                          | 966 510                                        | Qld, NPW                                       |                                                |
| Tara Downs                                     | BBS16                                          | 511 339                                        | Qld, NPW                                       |                                                |
| Eastern Darling Downs                          | BBS17                                          | 1 697 945                                      | Qld, NPW                                       |                                                |
| Inglewood Sandstones                           | BBS18                                          | 1 219 008                                      | Qld, NPW                                       |                                                |
| Moonie-Commoron Floodout                       | BBS19                                          | 750 661                                        | Qld, NPW                                       |                                                |
| Moonie-Barwon Interfluve                       | BBS20                                          | 765 231                                        | Qld, NPW                                       |                                                |
| Northern Basalts                               | BBS21                                          | 624 671                                        | Qld, NPW                                       |                                                |
| Northern Outwash                               | BBS22                                          | 700 241                                        | Qld, NPW                                       |                                                |
| Pilliga Outwash                                | BBS23                                          | 535 392                                        | Qld, NPW                                       |                                                |
| Pilliga                                        | BBS24                                          | 1 732 137                                      | Qld, NPW                                       |                                                |
| Liverpool Plains                               | BBS25                                          | 941 752                                        | Qld, NPW                                       |                                                |
| Liverpool Range                                | BBS26                                          | 521 960                                        | Qld, NPW                                       |                                                |
| Talbragar Valley                               | BBS27                                          | 203 894                                        | Qld, NPW                                       |                                                |
| Narrandool                                     | BBS28                                          | 303 754                                        | Qld, NPW                                       |                                                |
| Broken Hill Complex                            | BHC                                            | 5635422                                        | AP, NPW                                        |                                                |
| Barrier Range                                  | BHC01                                          | 1 802 996                                      | AP, NPW                                        |                                                |
| Mootwingee Downs                               | BHC02                                          | 630 694                                        | AP, NPW                                        |                                                |
| Scopes Range                                   | BHC03                                          | 260 806                                        | AP, NPW                                        |                                                |
| Barrier Range Outwash                          | BHC04                                          | 1 954 973                                      | AP, NPW                                        |                                                |
| Bimbowrie                                      | BHC05                                          | 279 258                                        | AP, NPW                                        |                                                |
| Curnamona                                      | BHC06                                          | 706 696                                        | AP, NPW                                        |                                                |
| Burt Plain                                     | BRT                                            | 7 379 719                                      | NT                                             |                                                |
| Yuendumu                                       | BRT01                                          | 2 931 061                                      | NT                                             |                                                |
| Atartinga                                      | BRT02                                          | 3 531 111                                      | NT                                             |                                                |
| Mount Chapple                                  | BRT03                                          | 390 981                                        | NT                                             |                                                |
| Dulcie                                         | BRT04                                          | 526 567                                        | NT                                             |                                                |

### C
| Regiony i podregiony (subregions) według IBRA7 | Regiony i podregiony (subregions) według IBRA7 | Regiony i podregiony (subregions) według IBRA7 | Regiony i podregiony (subregions) według IBRA7 | Regiony i podregiony (subregions) według IBRA7 |
| Region / podregion IBRA                        | Kod IBRA                                       | Powierzchnia (ha)                              | Jedn. adm.                                     | Zasięg na mapie                                |
| ---------------------------------------------- | ---------------------------------------------- | ---------------------------------------------- | ---------------------------------------------- | ---------------------------------------------- |
| Cape York Peninsula                            | CYP                                            | 12 256 457                                     | Qld                                            |                                                |
| Coen – Yambo Inlier                            | CYP01                                          | 2 312 126                                      | Qld                                            |                                                |
| Starke Coastal Lowlands                        | CYP02                                          | 512 498                                        | Qld                                            |                                                |
| Cape York – Torres Strait                      | CYP03                                          | 94 367                                         | Qld                                            |                                                |
| Jardine – Pascoe Sandstones                    | CYP04                                          | 1 444 223                                      | Qld                                            |                                                |
| Battle Camp Sandstones                         | CYP05                                          | 504 409                                        | Qld                                            |                                                |
| Laura Lowlands                                 | CYP06                                          | 1 791 228                                      | Qld                                            |                                                |
| Weipa Plateau                                  | CYP07                                          | 2 848 753                                      | Qld                                            |                                                |
| (Northern) Holroyd Plain                       | CYP08                                          | 2 464 074                                      | Qld                                            |                                                |
| Coastal Plains                                 | CYP09                                          | 284 780                                        | Qld                                            |                                                |
| Carnarvon                                      | CAR                                            | 8 430 172                                      | AZ                                             |                                                |
| Cape Range                                     | CAR01                                          | 2 380 498                                      | AZ                                             |                                                |
| Wooramel                                       | CAR02                                          | 6 049 674                                      | AZ                                             |                                                |
| Central Arnhem                                 | CEA                                            | 3 462 433                                      | NT                                             |                                                |
| Wilton                                         | CEA01                                          | 3 137 973                                      | NT                                             |                                                |
| Parson                                         | CEA02                                          | 324 460                                        | NT                                             |                                                |
| Central Kimberley                              | CEK                                            | 7675587                                        | AZ                                             |                                                |
| Pentecost                                      | CEK01                                          | 4 397 260                                      | AZ                                             |                                                |
| Hart                                           | CEK02                                          | 2 324 667                                      | AZ                                             |                                                |
| Mount Eliza (Kimberley)                        | CEK03                                          | 953 661                                        | AZ                                             |                                                |
| Central Mackay Coast                           | CMC                                            | 1 464 208                                      | Qld                                            |                                                |
| Whitsunday                                     | CMC01                                          | 89 179                                         | Qld                                            |                                                |
| Proserpine – Sarina Lowlands                   | CMC02                                          | 466 498                                        | Qld                                            |                                                |
| Clarke – Connors Ranges                        | CMC03                                          | 631 985                                        | Qld                                            |                                                |
| Byfield                                        | CMC04                                          | 127 697                                        | Qld                                            |                                                |
| Manifold                                       | CMC05                                          | 67 885                                         | Qld                                            |                                                |
| Debella                                        | CMC06                                          | 80964                                          | Qld                                            |                                                |
| Central Ranges                                 | CER                                            | 10 164 044                                     | AZ, TP, AP                                     |                                                |
| Mann-Musgrave Block                            | CER01                                          | 9 214 685                                      | AZ, TP, AP                                     |                                                |
| Wataru                                         | CER02                                          | 423 360                                        | AZ, TP, AP                                     |                                                |
| Everard Block                                  | CER03                                          | 525 998                                        | AZ, TP, AP                                     |                                                |
| Channel Country                                | CHC                                            | 30 409 437                                     | TP, Qld, NPW, AP                               |                                                |
| Toko Plains                                    | CHC01                                          | 2 825 712                                      | TP, Qld, NPW, AP                               |                                                |
| Sturt Stony Desert                             | CHC02                                          | 8 945 360                                      | TP, Qld, NPW, AP                               |                                                |
| Goneaway Tablelands                            | CHC03                                          | 5 182 219                                      | TP, Qld, NPW, AP                               |                                                |
| Diamantina-Eyre                                | CHC04                                          | 1 456 544                                      | TP, Qld, NPW, AP                               |                                                |
| Cooper-Diamantina Plains                       | CHC05                                          | 4 136 121                                      | TP, Qld, NPW, AP                               |                                                |
| Coongie                                        | CHC06                                          | 1 736 594                                      | TP, Qld, NPW, AP                               |                                                |
| Lake Pure                                      | CHC07                                          | 1 204 027                                      | TP, Qld, NPW, AP                               |                                                |
| Noccundra Slopes                               | CHC08                                          | 1 798 759                                      | TP, Qld, NPW, AP                               |                                                |
| Tibooburra Downs                               | CHC09                                          |                                                | TP, Qld, NPW, AP                               |                                                |
| Core Ranges                                    | CHC10                                          | 139 224                                        | TP, Qld, NPW, AP                               |                                                |
| Bulloo                                         | CHC11                                          | 1 077 480                                      | TP, Qld, NPW, AP                               |                                                |
| Bulloo Dunefields                              | CHC12                                          | 1 326 712                                      | TP, Qld, NPW, AP                               |                                                |
| Central Depression                             | CHC13                                          | 580 685                                        | TP, Qld, NPW, AP                               |                                                |
| Cobar Peneplain                                | COP                                            | 7 385 346                                      | NPW                                            |                                                |
| Boorindal Plains                               | COP1                                           | 400 236                                        | NPW                                            |                                                |
| Barnato Downs                                  | COP2                                           | 1 773 542                                      | NPW                                            |                                                |
| Canbelego Downs                                | COP3                                           | 2 001 425                                      | NPW                                            |                                                |
| Nymagee                                        | COP4                                           | 2 070 061                                      | NPW                                            |                                                |
| Lachlan Plains                                 | COP5                                           | 1 140 082                                      | NPW                                            |                                                |
| Coolgardie                                     | COO                                            | 129 122 09                                     | AZ                                             |                                                |
| Mardabilla                                     | COO1                                           | 1 843 125                                      | AZ                                             |                                                |
| Southern Cross                                 | COO2                                           | 6 010 838                                      | AZ                                             |                                                |
| Eastern Goldfields                             | COO3                                           | 5 058 246                                      | AZ                                             |                                                |
| Coral Sea                                      | COS                                            | 17 167                                         |                                                |                                                |

### D
| Regiony i podregiony (subregions) według IBRA7 | Regiony i podregiony (subregions) według IBRA7 | Regiony i podregiony (subregions) według IBRA7 | Regiony i podregiony (subregions) według IBRA7 | Regiony i podregiony (subregions) według IBRA7 |
| Region / podregion IBRA                        | Kod IBRA                                       | Powierzchnia (ha)                              | Jedn. adm.                                     | Zasięg na mapie                                |
| ---------------------------------------------- | ---------------------------------------------- | ---------------------------------------------- | ---------------------------------------------- | ---------------------------------------------- |
| Daly Basin                                     | DAB                                            | 2 092 229                                      | NT                                             |                                                |
| Daly Basin                                     | DAB01                                          | 2 092 229                                      | NT                                             |                                                |
| Dampierland                                    | DAL                                            | 8 360 871                                      | AZ                                             |                                                |
| Fitzroy Trough                                 | DAL01                                          | 3 432 084                                      | AZ                                             |                                                |
| Pindanland                                     | DAL02                                          | 4 928 787                                      | AZ                                             |                                                |
| Darling Riverine Plains                        | DRP                                            | 10 699 769                                     | Qld, NPW                                       |                                                |
| Culgoa-Bokhara                                 | DRP01                                          | 1 354 799                                      | Qld, NPW                                       |                                                |
| Warrambool-Moonie                              | DRP02                                          | 1 151 637                                      | Qld, NPW                                       |                                                |
| Castlereagh-Barwon                             | DRP03                                          | 4 500 355                                      | Qld, NPW                                       |                                                |
| Bogan-Macquarie                                | DRP04                                          | 1 999 951                                      | Qld, NPW                                       |                                                |
| Louth Plains                                   | DRP05                                          | 276 573                                        | Qld, NPW                                       |                                                |
| Wilcannia Plains                               | DRP06                                          | 504 562                                        | Qld, NPW                                       |                                                |
| Menindee                                       | DRP07                                          | 653 935                                        | Qld, NPW                                       |                                                |
| Great Darling Anabranch                        | DRP08                                          | 147 138                                        | Qld, NPW                                       |                                                |
| Pooncarie-Darling                              | DRP09                                          | 110 819                                        | Qld, NPW                                       |                                                |
| Darwin Coastal                                 | DAC                                            | 2 843 199                                      | NT                                             |                                                |
| Darwin Coastal                                 | DAC01                                          | 2 843 199                                      | NT                                             |                                                |
| Davenport Murchison Ranges                     | DMR                                            | 5 805 108                                      | NT                                             |                                                |
| Ashburton Range                                | DMR01                                          | 1 218 621                                      | NT                                             |                                                |
| Davenport                                      | DMR02                                          | 1 589 590                                      | NT                                             |                                                |
| Barkly                                         | DMR03                                          | 2 996 897                                      | NT                                             |                                                |
| Desert Uplands                                 | DEU                                            | 6 941 095                                      | Qld                                            |                                                |
| Prairie-Torrens Creeks Alluvials               | DEU01                                          | 1 580 384                                      | Qld                                            |                                                |
| Alice Tableland                                | DEU02                                          | 2 866 760                                      | Qld                                            |                                                |
| Cape-Campaspe Plains                           | DEU03                                          | 1 007 026                                      | Qld                                            |                                                |
| Jericho                                        | DEU04                                          | 1 486 926                                      | Qld                                            |                                                |

### E
| Regiony i podregiony (subregions) według IBRA7 | Regiony i podregiony (subregions) według IBRA7 | Regiony i podregiony (subregions) według IBRA7 | Regiony i podregiony (subregions) według IBRA7 | Regiony i podregiony (subregions) według IBRA7 |
| Region / podregion IBRA                        | Kod IBRA                                       | Powierzchnia (ha)                              | Jedn. adm.                                     | Zasięg na mapie                                |
| ---------------------------------------------- | ---------------------------------------------- | ---------------------------------------------- | ---------------------------------------------- | ---------------------------------------------- |
| Einasleigh Uplands                             | EIU                                            | 11 625 726                                     | Qld                                            |                                                |
| Georgetown – Croydon                           | EIU01                                          | 1 041 407                                      | Qld                                            |                                                |
| Kidston                                        | EIU02                                          | 2 929 528                                      | Qld                                            |                                                |
| Hodgkinson Basin                               | EIU03                                          | 1 607 221                                      | Qld                                            |                                                |
| Broken River                                   | EIU04                                          | 3 309 590                                      | Qld                                            |                                                |
| Undara – Toomba Basalts                        | EIU05                                          | 2 076 208                                      | Qld                                            |                                                |
| Herberton – Wairuna                            | EIU06                                          | 661 771                                        | Qld                                            |                                                |
| Esperance Plains                               | ESP                                            | 2 921 327                                      | AZ                                             |                                                |
| Fitzgerald                                     | ESP01                                          | 1 577 938                                      | AZ                                             |                                                |
| Recherche                                      | ESP02                                          | 1 343 390                                      | AZ                                             |                                                |
| Eyre Yorke Block                               | EYB                                            | 6 120 409                                      | AP                                             |                                                |
| Southern Yorke                                 | EYB01                                          | 438 470                                        | AP                                             |                                                |
| St Vincent                                     | EYB02                                          | 1 093 789                                      | AP                                             |                                                |
| Eyre Hills                                     | EYB03                                          | 1172576                                        | AP                                             |                                                |
| Talia                                          | EYB04                                          | 1 096 175                                      | AP                                             |                                                |
| Eyre Mallee                                    | EYB05                                          | 2 319 398                                      | AP                                             |                                                |

### F
| Regiony i podregiony (subregions) według IBRA7 | Regiony i podregiony (subregions) według IBRA7 | Regiony i podregiony (subregions) według IBRA7 | Regiony i podregiony (subregions) według IBRA7 | Regiony i podregiony (subregions) według IBRA7 |
| Region / podregion IBRA                        | Kod IBRA                                       | Powierzchnia (ha)                              | Jedn. adm.                                     | Zasięg na mapie                                |
| ---------------------------------------------- | ---------------------------------------------- | ---------------------------------------------- | ---------------------------------------------- | ---------------------------------------------- |
| Finke                                          | FIN                                            | 7 267 416                                      | TP, AP                                         |                                                |
| Henbury                                        | FIN01                                          | 2 257 063                                      | TP, AP                                         |                                                |
| Finke River                                    | FIN02                                          | 1 601 516                                      | TP, AP                                         |                                                |
| Tieyon                                         | FIN03                                          | 2 505 610                                      | TP, AP                                         |                                                |
| Pedirka                                        | FIN04                                          | 903 228                                        | TP, AP                                         |                                                |
| Flinders Lofty Block                           | FLB                                            | 6 615 765                                      | AP, NPW                                        |                                                |
| Mount Lofty Ranges                             | FLB01                                          | 300 580                                        | AP, NPW                                        |                                                |
| Broughton                                      | FLB02                                          | 1 032 918                                      | AP, NPW                                        |                                                |
| Olary Spur                                     | FLB02                                          | 1 745 479                                      | AP, NPW                                        |                                                |
| Southern Flinders                              | FLB04                                          | 728 317                                        | AP, NPW                                        |                                                |
| Northern Flinders                              | FLB05                                          | 1 846 804                                      | AP, NPW                                        |                                                |
| Central Flinders                               | FLB06                                          | 961 667                                        | AP, NPW                                        |                                                |
| Furneaux                                       | FUR                                            | 537 543                                        | AP, Wi                                         |                                                |
| Wilsons Promontory                             | FUR01                                          | 41 144                                         | AP, Wi                                         |                                                |
| Flinders                                       | FUR02                                          | 496 398                                        | AP, Wi                                         |                                                |

### G
| Regiony i podregiony (subregions) według IBRA7 | Regiony i podregiony (subregions) według IBRA7 | Regiony i podregiony (subregions) według IBRA7 | Regiony i podregiony (subregions) według IBRA7 | Regiony i podregiony (subregions) według IBRA7 |
| Region / podregion IBRA                        | Kod IBRA                                       | Powierzchnia (ha)                              | Jedn. adm.                                     | Zasięg na mapie                                |
| ---------------------------------------------- | ---------------------------------------------- | ---------------------------------------------- | ---------------------------------------------- | ---------------------------------------------- |
| Gascoyne                                       | GAS                                            | 18 075 257                                     | AZ                                             |                                                |
| Ashburton                                      | GAS01                                          | 3 687 030                                      | AZ                                             |                                                |
| Carnegie                                       | GAS02                                          | 4 718 656                                      | AZ                                             |                                                |
| Augustus                                       | GAS03                                          | 9 669 571                                      | AZ                                             |                                                |
| Gawler                                         | GAW                                            | 12 002 883                                     | AP                                             |                                                |
| Myall Plains                                   | GAW01                                          | 1 088 767                                      | AP                                             |                                                |
| Gawler Volcanics                               | GAW02                                          | 1 556 182                                      | AP                                             |                                                |
| Gawler Lakes                                   | GAW03                                          | 2 049 193                                      | AP                                             |                                                |
| Arcoona Plateau                                | GAW04                                          | 1 089 865                                      | AP                                             |                                                |
| Kingoonya                                      | GAW05                                          | 1 922 414                                      | AP                                             |                                                |
| Torrens                                        | GAW06                                          | 1 439 093                                      | AP                                             |                                                |
| Roxby                                          | GAW07                                          | 1 409 305                                      | AP                                             |                                                |
| Commonwealth Hill                              | GAW08                                          | 1 448 062                                      | AP                                             |                                                |
| Geraldton Sandplains                           | GES                                            | 3 142 149                                      | AZ                                             |                                                |
| Geraldton Hills                                | GES01                                          | 1 969 997                                      | AZ                                             |                                                |
| Leseur Sandplain                               | GES02                                          | 1 172 152                                      | AZ                                             |                                                |
| Gibson Desert                                  | GID                                            | 15 628 918                                     | AZ                                             |                                                |
| Lateritic Plain                                | GID01                                          | 12 714 805                                     | AZ                                             |                                                |
| Dune Field                                     | GID02                                          | 2 914 114                                      | AZ                                             |                                                |
| Great Sandy Desert                             | GSD                                            | 39 486 135                                     | NT / AZ                                        |                                                |
| McLarty                                        | GSD01                                          | 12316754                                       | NT / AZ                                        |                                                |
| Mackay                                         | GSD02                                          | 25 698 395                                     | NT / AZ                                        |                                                |
| Ehrenberg                                      | GSD03                                          | 375 668                                        | NT / AZ                                        |                                                |
| Amedeus                                        | GSD04                                          | 722 845                                        | NT / AZ                                        |                                                |
| Lake Bennett                                   | GSD05                                          | 289 541                                        | NT / AZ                                        |                                                |
| Lake Lewis                                     | GSD06                                          | 82 932                                         | NT / AZ                                        |                                                |
| Great Victoria Desert                          | GVD                                            | 42 246 564                                     | AP, AZ                                         |                                                |
| Shield                                         | GVD01                                          | 4 741 854                                      | AP, AZ                                         |                                                |
| Central                                        | GVD02                                          | 12 590 867                                     | AP, AZ                                         |                                                |
| Maralinga                                      | GVD03                                          | 11 460 762                                     | AP, AZ                                         |                                                |
| Kintore                                        | GVD04                                          | 4 961 542                                      | AP, AZ                                         |                                                |
| Tallaringa                                     | GVD05                                          | 3 663 149                                      | AP, AZ                                         |                                                |
| Yellabinna                                     | GVD06                                          | 4 828 389                                      | AP, AZ                                         |                                                |
| Gulf Coastal                                   | GUC                                            | 2 711 718                                      | TP                                             |                                                |
| Limmen                                         | GUC01                                          | 12 714 805                                     | TP                                             |                                                |
| Pellews                                        | GUC02                                          | 2 914 114                                      | TP                                             |                                                |
| Gulf Fall and Upland                           | GFU                                            | 11 847 909                                     | TP, Qld                                        |                                                |
| McArthur                                       | GFU01                                          | 9 330 938                                      | TP, Qld                                        |                                                |
| Nicholson                                      | GFU02                                          | 251 6971                                       | TP, Qld                                        |                                                |
| Gulf Plains                                    | GUP                                            | 22 041 825                                     | TP, Qld                                        |                                                |
| Karumba Plains                                 | GUP01                                          | 1 057 366                                      | TP, Qld                                        |                                                |
| Armraynald Plains                              | GUP02                                          | 1 589 437                                      | TP, Qld                                        |                                                |
| Woondoola Plains                               | GUP03                                          | 2 375 110                                      | TP, Qld                                        |                                                |
| Mitchell-Gilbert Fans                          | GUP04                                          | 5 262 816                                      | TP, Qld                                        |                                                |
| Claraville Plains                              | GUP05                                          | 3 738 013                                      | TP, Qld                                        |                                                |
| Holroyd Plain-Red Plateau                      | GUP06                                          | 2 208 468                                      | TP, Qld                                        |                                                |
| Doomadgee Plains                               | GUP07                                          | 1 831 823                                      | TP, Qld                                        |                                                |
| Donors Plateau                                 | GUP08                                          | 2 449 964                                      | TP, Qld                                        |                                                |
| Gilberton Plateau                              | GUP09                                          | 1 403 937                                      | TP, Qld                                        |                                                |
| Wellesley Islands                              | GUP10                                          | 124 893                                        | TP, Qld                                        |                                                |

### H
| Regiony i podregiony (subregions) według IBRA7 | Regiony i podregiony (subregions) według IBRA7 | Regiony i podregiony (subregions) według IBRA7 | Regiony i podregiony (subregions) według IBRA7 | Regiony i podregiony (subregions) według IBRA7 |
| Region / podregion IBRA                        | Kod IBRA                                       | Powierzchnia (ha)                              | Jedn. adm.                                     | Zasięg na mapie                                |
| ---------------------------------------------- | ---------------------------------------------- | ---------------------------------------------- | ---------------------------------------------- | ---------------------------------------------- |
| Hampton                                        | HAM                                            | 1 088 198                                      | AZ                                             |                                                |
| Hampton                                        | HAM01                                          | 1 088 198                                      | AZ                                             |                                                |

### I
| Regiony i podregiony (subregions) według IBRA7 | Regiony i podregiony (subregions) według IBRA7 | Regiony i podregiony (subregions) według IBRA7 | Regiony i podregiony (subregions) według IBRA7 | Regiony i podregiony (subregions) według IBRA7 |
| Region / podregion IBRA                        | Kod IBRA                                       | Powierzchnia (ha)                              | Jedn. adm.                                     | Zasięg na mapie                                |
| ---------------------------------------------- | ---------------------------------------------- | ---------------------------------------------- | ---------------------------------------------- | ---------------------------------------------- |
| Indian Tropical Islands                        | ITI                                            | 27 329                                         |                                                |                                                |
| Christmas Island                               | ITI01                                          | 13 664                                         |                                                |                                                |
| Cocos Islands                                  | ITI02                                          | 1 463                                          |                                                |                                                |
| Timor Sea Coral Islands                        | ITI03                                          | 12 203                                         |                                                |                                                |

### J
| Regiony i podregiony (subregions) według IBRA7 | Regiony i podregiony (subregions) według IBRA7 | Regiony i podregiony (subregions) według IBRA7 | Regiony i podregiony (subregions) według IBRA7 | Regiony i podregiony (subregions) według IBRA7 |
| Region / podregion IBRA                        | Kod IBRA                                       | Powierzchnia (ha)                              | Jedn. adm.                                     | Zasięg na mapie                                |
| ---------------------------------------------- | ---------------------------------------------- | ---------------------------------------------- | ---------------------------------------------- | ---------------------------------------------- |
| Jarrah Forest                                  | JAF                                            | 4 509 074                                      | AZ                                             |                                                |
| Northern Jarrah Forest                         | JAF01                                          | 1 898 799                                      | AZ                                             |                                                |
| Southern Jarrah Forest                         | JAF02                                          | 2 610 275                                      | AZ                                             |                                                |

### K
| Regiony i podregiony (subregions) według IBRA7 | Regiony i podregiony (subregions) według IBRA7 | Regiony i podregiony (subregions) według IBRA7 | Regiony i podregiony (subregions) według IBRA7 | Regiony i podregiony (subregions) według IBRA7 |
| Region / podregion IBRA                        | Kod IBRA                                       | Powierzchnia (ha)                              | Jedn. adm.                                     | Zasięg na mapie                                |
| ---------------------------------------------- | ---------------------------------------------- | ---------------------------------------------- | ---------------------------------------------- | ---------------------------------------------- |
| Kanmantoo                                      | KAN                                            | 812 415                                        | SA                                             |                                                |
| Kangaroo Island                                | KAN01                                          | 441 685                                        | SA                                             |                                                |
| Fleurieu                                       | KAN02                                          | 370 730                                        | SA                                             |                                                |
| King                                           | KIN                                            | 425567                                         | Tas                                            |                                                |
| King                                           | KIN01                                          | 425567                                         | Tas                                            |                                                |

### L
| Regiony i podregiony (subregions) według IBRA7 | Regiony i podregiony (subregions) według IBRA7 | Regiony i podregiony (subregions) według IBRA7 | Regiony i podregiony (subregions) według IBRA7 | Regiony i podregiony (subregions) według IBRA7 |
| Region / podregion IBRA                        | Kod IBRA                                       | Powierzchnia (ha)                              | Jedn. adm.                                     | Zasięg na mapie                                |
| ---------------------------------------------- | ---------------------------------------------- | ---------------------------------------------- | ---------------------------------------------- | ---------------------------------------------- |
| Little Sandy Desert                            | LSD                                            | 11 089 857                                     | AZ                                             |                                                |
| Rudall                                         | LSD01                                          | 991 277                                        | AZ                                             |                                                |
| Trainor                                        | LSD02                                          | 10 098 580                                     | AZ                                             |                                                |

### M
| Regiony i podregiony (subregions) według IBRA7 | Regiony i podregiony (subregions) według IBRA7 | Regiony i podregiony (subregions) według IBRA7 | Regiony i podregiony (subregions) według IBRA7 | Regiony i podregiony (subregions) według IBRA7 |
| Region / podregion IBRA                        | Kod IBRA                                       | Powierzchnia (ha)                              | Jedn. adm.                                     | Zasięg na mapie                                |
| ---------------------------------------------- | ---------------------------------------------- | ---------------------------------------------- | ---------------------------------------------- | ---------------------------------------------- |
| MacDonnell Ranges                              | MAC                                            | 3 929 444                                      | TP                                             |                                                |
| McDonnell                                      | MAC01                                          | 1 483 959                                      | TP                                             |                                                |
| Watarrka                                       | MAC02                                          | 1092782                                        | TP                                             |                                                |
| Hartz Range                                    | MAC03                                          | 1352702                                        | TP                                             |                                                |
| Mallee                                         | MAL                                            | 7 397 559                                      | AZ                                             |                                                |
| Eastern Mallee                                 | MAL01                                          | 3 415 839                                      | AZ                                             |                                                |
| Western Mallee                                 | MAL02                                          | 3 981 720                                      | AZ                                             |                                                |
| Mitchell Grass Downs                           | MGD                                            | 33 468 761                                     | TP, Qld                                        |                                                |
| Sylvester                                      | MGD01                                          | 1 153 283                                      | TP, Qld                                        |                                                |
| Barkly Tableland                               | MGD02                                          | 9 479 612                                      | TP, Qld                                        |                                                |
| Georgina Limestone                             | MGD03                                          | 2 292 026                                      | TP, Qld                                        |                                                |
| Southwestern Downs                             | MGD04                                          | 3 715 454                                      | TP, Qld                                        |                                                |
| Kynuna Plateau                                 | MGD05                                          | 2 293 311                                      | TP, Qld                                        |                                                |
| Northern Downs                                 | MGD06                                          | 435 263                                        | TP, Qld                                        |                                                |
| Central Downs                                  | MGD07                                          | 9 378 817                                      | TP, Qld                                        |                                                |
| Southern Wooded Downs                          | MGD08                                          | 4 720 995                                      | TP, Qld                                        |                                                |
| Mount Isa Inlier                               | MII                                            | 6 778 263                                      | Qld                                            |                                                |
| Southwestern Plateaus and Floodouts            | MII01                                          | 1 333 519                                      | Qld                                            |                                                |
| Thorntonia                                     | MII02                                          | 802 892                                        | Qld                                            |                                                |
| Mount Isa                                      | MII03                                          | 4641851                                        | Qld                                            |                                                |
| Mulga Lands                                    | MUL                                            | 25188333                                       | NPW, Qld                                       |                                                |
| West Balonne Plains                            | MUL01                                          | 1 991 194                                      | NPW, Qld                                       |                                                |
| Eastern Mulga Plains                           | MUL02                                          | 1 563 269                                      | NPW, Qld                                       |                                                |
| Nebine Plains, Block Range                     | MUL03                                          | 1 898 731                                      | NPW, Qld                                       |                                                |
| North Eastern Plains                           | MUL04                                          | 660 369                                        | NPW, Qld                                       |                                                |
| Warrego Plains                                 | MUL05                                          | 2 492 085                                      | NPW, Qld                                       |                                                |
| Langlo Plains                                  | MUL06                                          | 1 290 484                                      | NPW, Qld                                       |                                                |
| Cuttaburra-Paroo                               | MUL07                                          | 1 703 985                                      | NPW, Qld                                       |                                                |
| West Warrego                                   | MUL08                                          | 4 790 087                                      | NPW, Qld                                       |                                                |
| Northern Uplands                               | MUL09                                          | 1 147 549                                      | NPW, Qld                                       |                                                |
| West Bulloo                                    | MUL10                                          | 2 852 104                                      | NPW, Qld                                       |                                                |
| Urisino Sandplains                             | MUL11                                          | 2 007 350                                      | NPW, Qld                                       |                                                |
| Warrego Sands                                  | MUL12                                          | 479 471                                        | NPW, Qld                                       |                                                |
| Kerribree Basin                                | MUL13                                          | 399 576                                        | NPW, Qld                                       |                                                |
| White Cliffs Plateau                           | MUL14                                          | 1 074 309                                      | NPW, Qld                                       |                                                |
| Paroo Overflow                                 | MUL15                                          | 301 217                                        | NPW, Qld                                       |                                                |
| Paroo-Darling Sands                            | MUL16                                          | 536 556                                        | NPW, Qld                                       |                                                |
| Murchison                                      | MUR                                            | 28 120 554                                     | AZ                                             |                                                |
| Eastern Murchison                              | MUR01                                          | 21 135 040                                     | AZ                                             |                                                |
| Western Murchison                              | MUR02                                          | 6 985 514                                      | AZ                                             |                                                |
| Murray Darling Depression                      | MDD                                            | 19 958 349                                     | NPW, AP, Wik                                   |                                                |
| South Olary Plain                              | MDD01                                          | 5 439 224                                      | NPW, AP, Wik                                   |                                                |
| Murray Mallee                                  | MDD02                                          | 5 037 583                                      | NPW, AP, Wik                                   |                                                |
| Murray Lakes and Coorong                       | MDD03                                          | 249 191                                        | NPW, AP, Wik                                   |                                                |
| Lowan Mallee                                   | MDD04                                          | 2 391 719                                      | NPW, AP, Wik                                   |                                                |
| Wimmera                                        | MDD05                                          | 2 145 380                                      | NPW, AP, Wik                                   |                                                |
| Darling Depression                             | MDD06                                          | 3 662 438                                      | NPW, AP, Wik                                   |                                                |
| Braemer                                        | MDD07                                          | 1 032 815                                      | NPW, AP, Wik                                   |                                                |

### N
| Regiony i podregiony (subregions) według IBRA7 | Regiony i podregiony (subregions) według IBRA7 | Regiony i podregiony (subregions) według IBRA7 | Regiony i podregiony (subregions) według IBRA7 | Regiony i podregiony (subregions) według IBRA7 |
| Region / podregion IBRA                        | Kod IBRA                                       | Powierzchnia (ha)                              | Jedn. adm.                                     | Zasięg na mapie                                |
| ---------------------------------------------- | ---------------------------------------------- | ---------------------------------------------- | ---------------------------------------------- | ---------------------------------------------- |
| Nandewar                                       | NAN                                            | 2 701 977                                      | NPW, Qld                                       |                                                |
| Nandewar Northern Complex                      | NAN01                                          | 962 254                                        | NPW, Qld                                       |                                                |
| Inverell Basalts                               | NAN02                                          | 230 854                                        | NPW, Qld                                       |                                                |
| Kaputar                                        | NAN03                                          | 78 307                                         | NPW, Qld                                       |                                                |
| Peel                                           | NAN04                                          | 1 430 562                                      | NPW, Qld                                       |                                                |
| Naracoorte Coastal Plain                       | NCP                                            | 2 458 215                                      | SA / Vic                                       |                                                |
| Bridgewater                                    | NCP01                                          | 463 723                                        | SA / Vic                                       |                                                |
| Glenelg Plain                                  | NCP02                                          | 554 775                                        | SA / Vic                                       |                                                |
| Lucindale                                      | NCP03                                          | 731 656                                        | SA / Vic                                       |                                                |
| Tintinara                                      | NCP04                                          | 708 061                                        | SA / Vic                                       |                                                |
| New England Tablelands                         | NET                                            | 3 002 213                                      | NPW                                            |                                                |
| Bundarra Downs                                 | NET01                                          | 151 867                                        | NPW                                            |                                                |
| Beardy River Hills                             | NET02                                          | 24 625                                         | NPW                                            |                                                |
| Walcha Plateau                                 | NET03                                          | 473 825                                        | NPW                                            |                                                |
| Armidale Plateau                               | NET04                                          | 290 577                                        | NPW                                            |                                                |
| Wongwibinda Plateau                            | NET05                                          | 106 929                                        | NPW                                            |                                                |
| Deepwater Downs                                | NET06                                          | 97 773                                         | NPW                                            |                                                |
| Glenn Innes-Guyra Basalts                      | NET07                                          | 277 299                                        | NPW                                            |                                                |
| Ebor Basalts                                   | NET08                                          | 35 709                                         | NPW                                            |                                                |
| Moredun Volcanics                              | NET09                                          | 117 461                                        | NPW                                            |                                                |
| Severn River Volcanics                         | NET10                                          | 150 795                                        | NPW                                            |                                                |
| Northeast Forest Lands                         | NET11                                          | 206 492                                        | NPW                                            |                                                |
| Tenterfield Plateau                            | NET12                                          | 139 242                                        | NPW                                            |                                                |
| Yarrowyck-Kentucky Downs                       | NET13                                          | 65 135                                         | NPW                                            |                                                |
| Binghi Plateau                                 | NET14                                          | 64 555                                         | NPW                                            |                                                |
| Stanthorpe Plateau                             | NET15                                          | 267 999                                        | NPW                                            |                                                |
| Eastern Nandewars                              | NET16                                          | 319 096                                        | NPW                                            |                                                |
| Tingha Plateau                                 | NET17                                          | 78 461                                         | NPW                                            |                                                |
| Nightcap                                       | NET18                                          | 113 767                                        | NPW                                            |                                                |
| Round Mountain                                 | NET19                                          | 20 606                                         | NPW                                            |                                                |
| Northern Kimberley                             | NOK                                            | 8 420 100                                      | AZ                                             |                                                |
| Mitchell                                       | NOK01                                          | 5 970 915                                      | AZ                                             |                                                |
| Berkeley                                       | NOK02                                          | 2 449 185                                      | AZ                                             |                                                |
| NSW North Coast                                | NNC                                            | 3 996 591                                      | NPW                                            |                                                |
| Washpool                                       | NNC01                                          | 59 377                                         | NPW                                            |                                                |
| Cataract                                       | NNC02                                          | 121 338                                        | NPW                                            |                                                |
| Dalmorton                                      | NNC03                                          | 316 458                                        | NPW                                            |                                                |
| Chaelundi                                      | NNC04                                          | 188 279                                        | NPW                                            |                                                |
| Yuraygir                                       | NNC05                                          | 45 815                                         | NPW                                            |                                                |
| Coffs Coast and Escarpment                     | NNC06                                          | 308 115                                        | NPW                                            |                                                |
| Macleay Hastings                               | NNC07                                          | 729 170                                        | NPW                                            |                                                |
| Carrai Plateau                                 | NNC08                                          | 20 100                                         | NPW                                            |                                                |
| Macleay Gorges                                 | NNC09                                          | 153 349                                        | NPW                                            |                                                |
| Upper Manning                                  | NNC10                                          | 83 181                                         | NPW                                            |                                                |
| Comboyne Plateau                               | NNC11                                          | 123 315                                        | NPW                                            |                                                |
| Mummel Escarpment                              | NNC12                                          | 400 916                                        | NPW                                            |                                                |
| Barrington                                     | NNC13                                          | 110 903                                        | NPW                                            |                                                |
| Tomalla                                        | NNC14                                          | 227 615                                        | NPW                                            |                                                |
| Ellerston                                      | NNC15                                          | 113 183                                        | NPW                                            |                                                |
| Upper Hunter                                   | NNC16                                          | 232 750                                        | NPW                                            |                                                |
| Karuah Manning                                 | NNC17                                          | 602 423                                        | NPW                                            |                                                |
| Rocky River Gorge                              | NNC18                                          | 86 829                                         | NPW                                            |                                                |
| Guy Fawkes                                     | NNC19                                          | 73 477                                         | NPW                                            |                                                |
| NSW South Western Slopes                       | NSS                                            | 8 681 126                                      | NPW, Wi                                        |                                                |
| Inland Slopes                                  | NSS01                                          | 4 640 857                                      | NPW, Wi                                        |                                                |
| Lower Slopes                                   | NSS02                                          | 3 938 809                                      | NPW, Wi                                        |                                                |
| Capertee Valley                                | NSS03                                          | 101 460                                        | NPW, Wi                                        |                                                |
| Nullarbor                                      | NUL                                            | 19 722 774                                     | AP, AZ                                         |                                                |
| Carlisle                                       | NUL01                                          | 5 788 547                                      | AP, AZ                                         |                                                |
| Nullarbor Plain                                | NUL02                                          | 12 785 260                                     | AP, AZ                                         |                                                |
| Yalata                                         | NUL03                                          | 1 148 966                                      | AP, AZ                                         |                                                |

### O
| Regiony i podregiony (subregions) według IBRA7 | Regiony i podregiony (subregions) według IBRA7 | Regiony i podregiony (subregions) według IBRA7 | Regiony i podregiony (subregions) według IBRA7 | Regiony i podregiony (subregions) według IBRA7 |
| Region / podregion IBRA                        | Kod IBRA                                       | Powierzchnia (ha)                              | Jedn. adm.                                     | Zasięg na mapie                                |
| ---------------------------------------------- | ---------------------------------------------- | ---------------------------------------------- | ---------------------------------------------- | ---------------------------------------------- |
| Ord Victoria Plain                             | OVP                                            | 12 540 703                                     | TP, AZ                                         |                                                |
| Purnululu                                      | OVP01                                          | 3 233 873                                      | TP, AZ                                         |                                                |
| South Kimberley Interzone                      | OVP02                                          | 7 728 296                                      | TP, AZ                                         |                                                |
| Gregory                                        | OVP03                                          | 74 982                                         | TP, AZ                                         |                                                |
| Camfield                                       | OVP04                                          | 828 712                                        | TP, AZ                                         |                                                |

### P
| Regiony i podregiony (subregions) według IBRA7 | Regiony i podregiony (subregions) według IBRA7 | Regiony i podregiony (subregions) według IBRA7 | Regiony i podregiony (subregions) według IBRA7 | Regiony i podregiony (subregions) według IBRA7 |
| Region / podregion IBRA                        | Kod IBRA                                       | Powierzchnia (ha)                              | Jedn. adm.                                     | Zasięg na mapie                                |
| ---------------------------------------------- | ---------------------------------------------- | ---------------------------------------------- | ---------------------------------------------- | ---------------------------------------------- |
| Pacific Subtropical Islands                    | PSI                                            | 5 817                                          |                                                |                                                |
| Lord Howe Island                               | PSI01                                          | 1 909                                          |                                                |                                                |
| Norfolk Island                                 | PSI02                                          | 3 908                                          |                                                |                                                |
| Pine Creek                                     | PCK                                            | 2 851 777                                      | TP                                             |                                                |
| Pine Creek                                     | PCK01                                          | 2 851 777                                      | TP                                             |                                                |
| Pilbara                                        | PIL                                            | 17823126                                       | AZ                                             |                                                |
| Chichester                                     | PIL01                                          | 8 374 728                                      | AZ                                             |                                                |
| Fortescue                                      | PIL02                                          | 1 951 435                                      | AZ                                             |                                                |
| Hamersley                                      | PIL03                                          | 5 634 727                                      | AZ                                             |                                                |
| Roebourne                                      | PIL04                                          | 1 862 236                                      | AZ                                             |                                                |

### R
| Regiony i podregiony (subregions) według IBRA7 | Regiony i podregiony (subregions) według IBRA7 | Regiony i podregiony (subregions) według IBRA7 | Regiony i podregiony (subregions) według IBRA7 | Regiony i podregiony (subregions) według IBRA7 |
| Region / podregion IBRA                        | Kod IBRA                                       | Powierzchnia (ha)                              | Jedn. adm.                                     | Zasięg na mapie                                |
| ---------------------------------------------- | ---------------------------------------------- | ---------------------------------------------- | ---------------------------------------------- | ---------------------------------------------- |
| Riverina                                       | RIV                                            | 9 704 469                                      | NPW, AP, Wi                                    |                                                |
| Lachlan                                        | RIV01                                          | 2 377 523                                      | NPW, AP, Wi                                    |                                                |
| Murrumbidgee                                   | RIV02                                          | 2 946 813                                      | NPW, AP, Wi                                    |                                                |
| Murray Fans                                    | RIV03                                          | 1 952 238                                      | NPW, AP, Wi                                    |                                                |
| Victorian Riverina                             | RIV04                                          | 1 890 627                                      | NPW, AP, Wi                                    |                                                |
| Robinvale Plains                               | RIV05                                          | 162 003                                        | NPW, AP, Wi                                    |                                                |
| Murray Scroll Belt                             | RIV06                                          | 375 266                                        | NPW, AP, Wi                                    |                                                |

### S
| Regiony i podregiony (subregions) według IBRA7 | Regiony i podregiony (subregions) według IBRA7 | Regiony i podregiony (subregions) według IBRA7 | Regiony i podregiony (subregions) według IBRA7 | Regiony i podregiony (subregions) według IBRA7 |
| Region / podregion IBRA                        | Kod IBRA                                       | Powierzchnia (ha)                              | Jedn. adm.                                     | Zasięg na mapie                                |
| ---------------------------------------------- | ---------------------------------------------- | ---------------------------------------------- | ---------------------------------------------- | ---------------------------------------------- |
| Simpson Strzelecki Dunefields                  | SSD                                            | 27 984 283                                     | NPW, TP, Qld, AP                               |                                                |
| Andado                                         | SSD01                                          | 1 355 195                                      | NPW, TP, Qld, AP                               |                                                |
| Simpson Desert                                 | SSD02                                          | 12 962 073                                     | NPW, TP, Qld, AP                               |                                                |
| Dieri                                          | SSD03                                          | 5 152 029                                      | NPW, TP, Qld, AP                               |                                                |
| Wariner                                        | SSD04                                          | 1 032 165                                      | NPW, TP, Qld, AP                               |                                                |
| Strzelecki Desert                              | SSD05                                          | 7 482 821                                      | NPW, TP, Qld, AP                               |                                                |
| South East Coastal Plain                       | SCP                                            | 1749237                                        | Vic                                            |                                                |
| Gippsland Plain                                | SCP01                                          | 1 246 995                                      | Vic                                            |                                                |
| Otway Plain                                    | SCP02                                          | 237799                                         | Vic                                            |                                                |
| Warrnambool Plain                              | SCP03                                          | 264 443                                        | Vic                                            |                                                |
| South East Corner                              | SEC                                            | 2 532 053                                      | NPW, Wi                                        |                                                |
| East Gippsland Lowlands                        | SEC01                                          | 623 515                                        | NPW, Wi                                        |                                                |
| South East Coastal Ranges                      | SEC02                                          | 1 734 517                                      | NPW, Wi                                        |                                                |
| Bateman                                        | SEC03                                          | 174 020                                        | NPW, Wi                                        |                                                |
| South Eastern Highlands                        | SEH                                            | 8 375 961                                      | ATS, NPW, Wi                                   |                                                |
| Highlands-Southern Fall                        | SEH01                                          | 1 196 334                                      | ATS, NPW, Wi                                   |                                                |
| Highlands-Northern Fall                        | SEH02                                          | 1 415 806                                      | ATS, NPW, Wi                                   |                                                |
| Otway Ranges                                   | SEH03                                          | 149 857                                        | ATS, NPW, Wi                                   |                                                |
| Strzelecki Ranges                              | SEH04                                          | 342 045                                        | ATS, NPW, Wi                                   |                                                |
| Murrumbateman                                  | SEH06                                          | 630 454                                        | ATS, NPW, Wi                                   |                                                |
| Bungonia                                       | SEH07                                          | 431 185                                        | ATS, NPW, Wi                                   |                                                |
| Kanangra                                       | SEH08                                          | 131 310                                        | ATS, NPW, Wi                                   |                                                |
| Crookwell                                      | SEH09                                          | 466 523                                        | ATS, NPW, Wi                                   |                                                |
| Oberon                                         | SEH10                                          | 293 164                                        | ATS, NPW, Wi                                   |                                                |
| Bathurst                                       | SEH11                                          | 161 486                                        | ATS, NPW, Wi                                   |                                                |
| Orange                                         | SEH12                                          | 284 172                                        | ATS, NPW, Wi                                   |                                                |
| Hill End                                       | SEH13                                          | 504 377                                        | ATS, NPW, Wi                                   |                                                |
| Bondo                                          | SEH14                                          | 541 990                                        | ATS, NPW, Wi                                   |                                                |
| Kybeyan-Gourock                                | SEH15                                          | 479 221                                        | ATS, NPW, Wi                                   |                                                |
| Monaro                                         | SEH16                                          | 1 267 543                                      | ATS, NPW, Wi                                   |                                                |
| Capertee Uplands                               | SEH17                                          | 80 494                                         | ATS, NPW, Wi                                   |                                                |
| South East Queensland                          | SEQ                                            | 7 804 921                                      | NPW, Qld                                       |                                                |
| Burnett-Curtis Hills and Ranges                | SEQ01                                          | 962 583                                        | NPW, Qld                                       |                                                |
| Moreton Basin                                  | SEQ02                                          | 784 969                                        | NPW, Qld                                       |                                                |
| Burringbar-Conondale Ranges                    | SEQ03                                          | 630 616                                        | NPW, Qld                                       |                                                |
| Sunshine Coast-Gold Coast Lowlands             | SEQ04                                          | 351 123                                        | NPW, Qld                                       |                                                |
| Brisbane-Barambah Volcanics                    | SEQ05                                          | 806 778                                        | NPW, Qld                                       |                                                |
| South Burnett                                  | SEQ06                                          | 563 866                                        | NPW, Qld                                       |                                                |
| Gympie Block                                   | SEQ07                                          | 859 020                                        | NPW, Qld                                       |                                                |
| Burnett-Curtis Coastal Lowlands                | SEQ08                                          | 700 181                                        | NPW, Qld                                       |                                                |
| Great Sandy                                    | SEQ09                                          | 356 502                                        | NPW, Qld                                       |                                                |
| Scenic Rim                                     | SEQ10                                          | 614 729                                        | NPW, Qld                                       |                                                |
| Woodenbong                                     | SEQ11                                          | 325 603                                        | NPW, Qld                                       |                                                |
| Clarence Sandstones                            | SEQ12                                          | 327 829                                        | NPW, Qld                                       |                                                |
| Clarence Lowlands                              | SEQ13                                          | 520 901                                        | NPW, Qld                                       |                                                |
| Southern Volcanic Plain                        | SVP                                            | 2 440 340                                      | NPW, Wi                                        |                                                |
| Victorian Volcanic Plain                       | SVP01                                          | 2 356 147                                      | NPW, Wi                                        |                                                |
| Mount Gambier                                  | SVP02                                          | 84 194                                         | NPW, Wi                                        |                                                |
| Stony Plains                                   | STP                                            | 13166372                                       | SA                                             |                                                |
| Breakaways                                     | STP01                                          | 2 444 385                                      | SA                                             |                                                |
| Oodnadatta                                     | STP02                                          | 2 593 717                                      | SA                                             |                                                |
| Murnpeowie                                     | STP03                                          | 2 910 385                                      | SA                                             |                                                |
| Peake-Dennison Inlier                          | STP04                                          | 158 623                                        | SA                                             |                                                |
| Macumba                                        | STP05                                          | 693,282                                        | SA                                             |                                                |
| Witjira                                        | STP06                                          | 1 677 111                                      | SA                                             |                                                |
| Baltana                                        | STP07                                          | 2 688 870                                      | SA                                             |                                                |
| Sturt Plateau                                  | STU                                            | 9 857 531                                      | TP                                             |                                                |
| Renehan                                        | STU01                                          | 1 938 959                                      | TP                                             |                                                |
| Newcastle                                      | STU02                                          | 4 333 836                                      | TP                                             |                                                |
| Birdum                                         | STU03                                          | 3584,736                                       | TP                                             |                                                |
| Subantarctic Islands                           | SAI                                            | 49 164                                         | NPW, Wi                                        |                                                |
| Heard and McDonald Islands                     | SAI01                                          | 36 764                                         | NPW, Wi                                        |                                                |
| Macquarie Island                               | SAI02                                          | 12 400                                         | NPW, Wi                                        |                                                |
| Swan Coastal Plain                             | SWA                                            | 1 525 798                                      | AZ                                             |                                                |
| Dandarragan Plateau                            | SWA01                                          | 383465                                         | AZ                                             |                                                |
| Perth                                          | SWA02                                          | 1142334                                        | AZ                                             |                                                |
| Sydney Basin                                   | SYB                                            | 3629597                                        | NPW                                            |                                                |
| Kerrabee                                       | SYB01                                          | 437 384                                        | NPW                                            |                                                |
| Hunter                                         | SYB02                                          | 461 515                                        | NPW                                            |                                                |
| Wollemi                                        | SYB04                                          | 687 622                                        | NPW                                            |                                                |
| Yengo                                          | SYB05                                          | 461 327                                        | NPW                                            |                                                |
| Wyong                                          | SYB06                                          | 211 494                                        | NPW                                            |                                                |
| Pittwater                                      | SYB07                                          | 148 389                                        | NPW                                            |                                                |
| Cumberland                                     | SYB08                                          | 275 693                                        | NPW                                            |                                                |
| Burragorang                                    | SYB09                                          | 257 572                                        | NPW                                            |                                                |
| Sydney Cataract                                | SYB10                                          | 153 839                                        | NPW                                            |                                                |
| Moss Vale                                      | SYB11                                          | 96 903                                         | NPW                                            |                                                |
| Illawarra                                      | SYB12                                          | 122 752                                        | NPW                                            |                                                |
| Ettrema                                        | SYB13                                          | 179 126                                        | NPW                                            |                                                |
| Jervis                                         | SYB14                                          | 135 981                                        | NPW                                            |                                                |

### T
| Regiony i podregiony (subregions) według IBRA7 | Regiony i podregiony (subregions) według IBRA7 | Regiony i podregiony (subregions) według IBRA7 | Regiony i podregiony (subregions) według IBRA7 | Regiony i podregiony (subregions) według IBRA7 |
| Region / podregion IBRA                        | Kod IBRA                                       | Powierzchnia (ha)                              | Jedn. adm.                                     | Zasięg na mapie                                |
| ---------------------------------------------- | ---------------------------------------------- | ---------------------------------------------- | ---------------------------------------------- | ---------------------------------------------- |
| Tanami                                         | TAN                                            | 25 997 277                                     | TP, AZ                                         |                                                |
| Tanami Desert                                  | TAN01                                          | 20 769 151                                     | TP, AZ                                         |                                                |
| Wycliffe                                       | TAN02                                          | 1 600 893                                      | TP, AZ                                         |                                                |
| Sandover                                       | TAN03                                          | 3 627 233                                      | TP, AZ                                         |                                                |
| Tasmanian Central Highlands                    | TCH                                            | 767 849                                        | Tas                                            |                                                |
| Central Highlands                              | TCH01                                          | 767 849                                        | Tas                                            |                                                |
| Tasmanian Northern Midlands                    | TNM                                            | 415 445                                        | Tas                                            |                                                |
| Northern Midlands                              | TNM01                                          | 415 445                                        | Tas                                            |                                                |
| Tasmanian Northern Slopes                      | TNS                                            | 623 103                                        | Tas                                            |                                                |
| Northern Slopes                                | TNS01                                          | 623 103                                        | Tas                                            |                                                |
| Tasmanian South East                           | TSE                                            | 1 131 822                                      | Tas                                            |                                                |
| South East                                     | TSE01                                          | 1 131 822                                      | Tas                                            |                                                |
| Tasmanian Southern Ranges                      | TSR                                            | 757 228                                        | Tas                                            |                                                |
| Southern Ranges                                | TSR01                                          | 757 228                                        | Tas                                            |                                                |
| Tasmanian West                                 | TWE                                            | 1 565 077                                      | Tas                                            |                                                |
| West                                           | TWE01                                          | 1 565 077                                      | Tas                                            |                                                |
| Tiwi Cobourg                                   | TIW                                            | 1 010 580                                      | TP                                             |                                                |
| Tiwi                                           | TIW01                                          | 748 927                                        | TP                                             |                                                |
| Coburg                                         | TIW02                                          | 261 652                                        | TP                                             |                                                |

### V
| Regiony i podregiony (subregions) według IBRA7 | Regiony i podregiony (subregions) według IBRA7 | Regiony i podregiony (subregions) według IBRA7 | Regiony i podregiony (subregions) według IBRA7 | Regiony i podregiony (subregions) według IBRA7 |
| Region / podregion IBRA                        | Kod IBRA                                       | Powierzchnia (ha)                              | Jedn. adm.                                     | Zasięg na mapie                                |
| ---------------------------------------------- | ---------------------------------------------- | ---------------------------------------------- | ---------------------------------------------- | ---------------------------------------------- |
| Victoria Bonaparte                             | VIB                                            | 7 301 242                                      | TP, AZ                                         |                                                |
| Keep                                           | VIB01                                          | 6 441 592                                      | TP, AZ                                         |                                                |
| Hermit Creek                                   | VIB02                                          | 170 646                                        | TP, AZ                                         |                                                |
| Angalarri                                      | VIB03                                          | 689 004                                        | TP, AZ                                         |                                                |
| Victorian Midlands                             | VIM                                            | 3469789                                        | Wi                                             |                                                |
| Goldfields                                     | VIM01                                          | 1 326 133                                      | Wi                                             |                                                |
| Central Victorian Uplands                      | VIM02                                          | 1 217 922                                      | Wi                                             |                                                |
| Greater Grampians                              | VIM03                                          | 237 416                                        | Wi                                             |                                                |
| Dundas Tablelands                              | VIM04                                          | 688 318                                        | Wi                                             |                                                |

### W
| Regiony i podregiony (subregions) według IBRA7 | Regiony i podregiony (subregions) według IBRA7 | Regiony i podregiony (subregions) według IBRA7 | Regiony i podregiony (subregions) według IBRA7 | Regiony i podregiony (subregions) według IBRA7 |
| Region / podregion IBRA                        | Kod IBRA                                       | Powierzchnia (ha)                              | Jedn. adm.                                     | Zasięg na mapie                                |
| ---------------------------------------------- | ---------------------------------------------- | ---------------------------------------------- | ---------------------------------------------- | ---------------------------------------------- |
| Warren                                         | WAR                                            | 844 771                                        | AZ                                             |                                                |
| Warren                                         | WAR01                                          | 844 771                                        | AZ                                             |                                                |
| Wet Tropics                                    | WET                                            | 1 989 107                                      | Qld                                            |                                                |
| Herbert                                        | WET01                                          | 220 920                                        | Qld                                            |                                                |
| Tully                                          | WET02                                          | 162 958                                        | Qld                                            |                                                |
| Innisfail                                      | WET03                                          | 195 200                                        | Qld                                            |                                                |
| Atherton                                       | WET04                                          | 177 037                                        | Qld                                            |                                                |
| Paluma-Seaview                                 | WET05                                          | 233 751                                        | Qld                                            |                                                |
| Kirrama-Hinchinbrook                           | WET06                                          | 257 594                                        | Qld                                            |                                                |
| Bellenden Ker-Lamb                             | WET07                                          | 271 062                                        | Qld                                            |                                                |
| Macalister                                     | WET08                                          | 112 652                                        | Qld                                            |                                                |
| Daintree-Bloomfield                            | WET09                                          | 357 932                                        | Qld                                            |                                                |

### Y
| Regiony i podregiony (subregions) według IBRA7 | Regiony i podregiony (subregions) według IBRA7 | Regiony i podregiony (subregions) według IBRA7 | Regiony i podregiony (subregions) według IBRA7 | Regiony i podregiony (subregions) według IBRA7 |
| Region / podregion IBRA                        | Kod IBRA                                       | Powierzchnia (ha)                              | Jedn. adm.                                     | Zasięg na mapie                                |
| ---------------------------------------------- | ---------------------------------------------- | ---------------------------------------------- | ---------------------------------------------- | ---------------------------------------------- |
| Yalgoo                                         | YAL                                            | 5 087 577                                      | AZ                                             |                                                |
| Edel                                           | YAL01                                          | 1 588 634                                      | AZ                                             |                                                |
| Tallering                                      | YAL02                                          | 3 498 943                                      | AZ                                             |                                                |